# 渡辺晧彦
渡辺 晧彦（わたなべ あきひこ、1932年（昭和7年）11月15日 - ）は、日本の政治家。元山梨県富士吉田市長（2期）。

## 来歴
山梨県出身。國學院大學政経部卒。富士吉田市役所に入り、行政企画部長などを務め、1987年の富士吉田市長選挙に立候補し当選した。1991年に再選。1995年の市長選挙で元県議の栗原雅智に敗れた。